# Drosophila madeirensis
Drosophila madeirensis is een vliegensoort uit de familie van de fruitvliegen (Drosophilidae). De wetenschappelijke naam van de soort is voor het eerst geldig gepubliceerd in 1984 door Monclus.